# Helioctamenus pardoi
Helioctamenus pardoi is een keversoort uit de familie somberkevers (Zopheridae). De wetenschappelijke naam van de soort werd in 1957 gepubliceerd door Espanol.